# PLSCR5
PLSCR5 (англ. Phospholipid scramblase family member 5) – білок, який кодується однойменним геном, розташованим у людей на короткому плечі 3-ї хромосоми.  Довжина поліпептидного ланцюга білка становить 271 амінокислот, а молекулярна маса — 30 027.
| 10         |  | 20         |  | 30         |  | 40         |  | 50         |
| ---------- |  | ---------- |  | ---------- |  | ---------- |  | ---------- |
| MASKDAQNQR |  | RGLPGFLPGA |  | PDPDQSLPAS |  | SNPGNQAWQL |  | SLPLPSSFLP |
| TVSLPPGLEY |  | LSQLDLIIIH |  | QQVELLGMIL |  | GTETSNKYEI |  | KNSLGQRIYF |
| AVEESICFNR |  | TFCSTLRSCT |  | LRITDNSGRE |  | VITVNRPLRC |  | NSCWCPCYLQ |
| ELEIQAPPGT |  | IVGYVTQKWD |  | PFLPKFTIQN |  | ANKEDILKIV |  | GPCVTCGCFG |
| DVDFEVKTIN |  | EKLTIGKISK |  | YWSGFVNDVF |  | TNADNFGIHV |  | PADLDVTVKA |
| AMIGACFLFD |  | FMFFEHSLAG |  | L          |  |            |  |            |

A: Аланін

C: Цистеїн

D: Аспарагінова кислота

E: Глутамінова кислота

F: Фенілаланін

G: Гліцин

H: Гістидин

I: Ізолейцин

K: Лізин

L: Лейцин

M: Метіонін

N: Аспарагін

P: Пролін

Q: Глутамін

R: Аргінін

S: Серин

T: Треонін

V: Валін

W: Триптофан

Задіяний у таких біологічних процесах як поліморфізм, альтернативний сплайсинг. 